# Embalse Idris I
El Embalse de Idrís I es una presa de gravedad de Marruecos, situada en el río Inauen, afluente del Sebú, cerca de la ciudad de Fez.
La presa, inaugurada en 1973, se encuentra en la región de Taza-Alhucemas-Taunat. Proporciona agua para el consumo humano de las ciudades de Fez y Meknes, así como para el regadío en la fértil cuenca del río Sebú. Además posee una estación hidroeléctrica que genera anualmente 66 GWh.
Tiene ese nombre en memoria de Idrís I.